# 聖ドミニコ学園中学校・高等学校

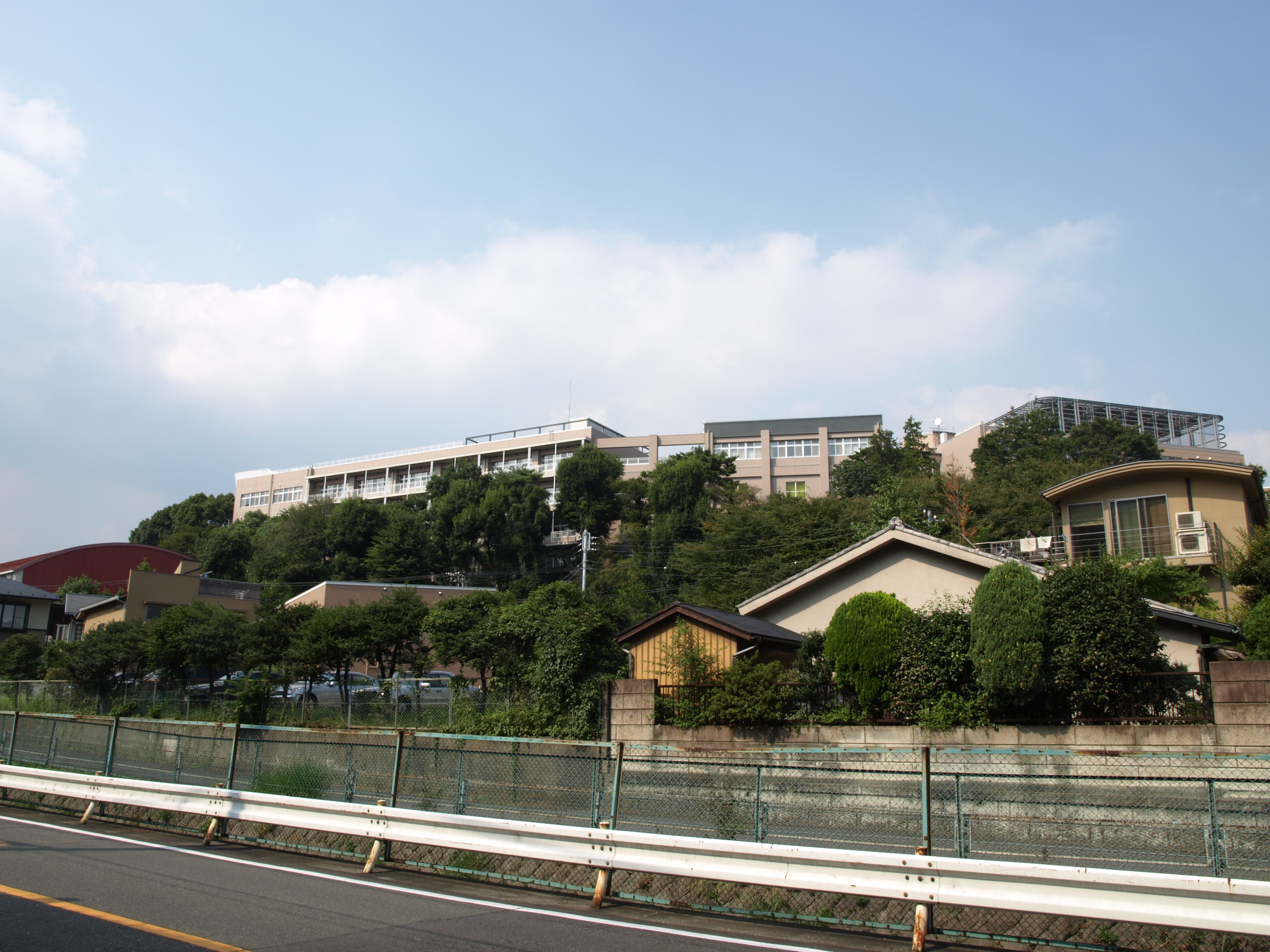
岡本静嘉堂緑地付近からの眺望

聖ドミニコ学園中学校・高等学校（せいドミニコがくえんちゅうがっこう・こうとうがっこう、英語: St. Dominic's Junior and Senior High School）は、東京都世田谷区岡本にある私立女子中学校・高等学校である。高等学校では生徒を募集しない完全中高一貫校。運営は学校法人聖ドミニコ学園。カトリック系のミッションスクール。

## 概要
少人数制（2023年の卒業者数は38名）の学校である。岡本静嘉堂緑地などの緑豊かな環境に恵まれた閑静な住宅地に所在する。同じ敷地に聖ドミニコ学園幼稚園と聖ドミニコ学園小学校を併設している。

## 設置コース
次の2コースによるコース制を2019年度から導入している。
インターナショナルコース
英語・数学・理科の各授業を、ネイティブスピーカーと日本人教員の英語による授業（イマージョン授業）で行う。
アカデミックコース
授業時間数を週35時間確保し、PBL（課題解決型学習）を中心に据えて「主体的で対話的で深い学び」を行う。

## 特色
- 中学高校すべての学年で、ネイティブスピーカー教員による英会話の授業がある[1]。
- 中学校3年間は英語に加えてフランス語も必修である[1]。
- 全生徒がiPadを用いるICT教育を行っている[1]。
- 与えられたテーマについて調査・発表を行う科目（総合的な学習の時間）である「ドミニコ学」がある[1]。
- 毎年6月頃には「フランス語フェスティバル」が行われ、本校・暁星・白百合・雙葉・カリタスのカトリック系5校からフランス語を第1外国語として履修する生徒が集まり、フランス語による劇やスピーチが行われる。

## 沿革
- 1962年4月　目黒区駒場にて開校。
- 1962年9月　現在地に移転。
- 2000年12月　現校舎が落成。
- 2007年　制服を改定。
- 2017年　ICT教育を開始。
- 2019年　コース制を導入。

## 部活動

### 運動系
- バレーボール部
- バスケットボール部
- ダンス部
- テニス部
- 水泳部
- バドミントン部
- ラクロス部

### 文化系
- 演劇部
- 美術部
- 音楽部
- 写真部
- 華道部
- 書道部
- 茶道部
- 英語部
- 仏語部
- ホームサイエンス部
- 軽音楽部
- 管弦楽部
- イラスト部

## 交通
- 東急田園都市線用賀駅より徒歩15分
- 東急バス玉31 「岡本もみじが丘」停留所下車 徒歩2分

## 主な出身者
- 貴城けい - 元宝塚歌劇団宙組トップスター
- 藤村美樹 - 歌手
- 石井聖子 - 歌手
- 岡田美里 - タレント
- 佐々原史緒 - ライトノベル作家
- 田原萌々 - テレビ朝日アナウンサー